# See-Saw Game (Yūkan na Koi no Uta)
See-Saw Game ~Yūkan na Koi no Uta~ (シーソーゲーム ~勇敢な恋の歌~?) è un brano musicale del gruppo musicale giapponese Mr. Children, pubblicato come loro nono singolo il 10 agosto 1995, ed incluso nell'album Bolero. Il singolo ha raggiunto la prima posizione della classifica Oricon dei singoli più venduti in Giappone, vendendo 1 811 790 copie.

## Tracce
CD Singolo TFDC-28034
1. See-Saw Game ~Yuukan na Koi no Uta~ (シーソーゲーム ~勇敢な恋の歌~)
2. Fragile (フラジャイル)
3. See-Saw Game ~Yuukan na Koi no Uta~ (Instrumental version) (シーソーゲーム ~勇敢な恋の歌~)

## Classifiche
| Classifica (1995) | Posizione più alta |
| ----------------- | ------------------ |
| Giappone (Oricon) | 1                  |